# Szyleny
Szyleny – wieś i sołectwo w Polsce położona w województwie warmińsko-mazurskim, w powiecie braniewskim, w gminie Braniewo. Wieś ta leży przy drodze ekspresowej nr S-22 (dawna berlinka).
W latach 1975–1998 miejscowość administracyjnie należała do województwa elbląskiego. Szyleny dzielą się na Szyleny, Szyleny-Osadę i Szyleny-Kolonię. W Szylenach znajduje się szkoła podstawowa, kościół pod wezwaniem św. Józefa Robotnika oraz cmentarz. Wieś jest położona na historycznej Warmii.